# Диалект (программирование)
Диалект языка программирования — относительно небольшая вариация или расширение языка, сохраняющее при этом свою первозданную сущность. Что касается таких языков как Scheme и Forth, то их стандарты могут быть недостаточно соблюдены, частично проигнорированы или вовсе не соответствовать стандартам. В результате того, что эти вариации зачастую отклоняются от соблюдения стандартов, то язык, полностью им соответствующий, считается стандартным, а все прочие — его диалектами. В других случаях, диалект создается для применения в каком-либо специальном предметно-ориентированном языке программирования, чаще всего как его подмножество. В области Lisp большинство языков используют основной синтаксис символьного выражения Lisp-подобную семантику, что создает диалекты языка Lisp, даже невзирая на то, что они могут довольно существенно различаться, как, например, Bigloo Scheme и newLISP. Наличие нескольких диалектов для одного языка довольно распространено, что может затруднить поиск соответствующей документации для неопытного программиста. К примеру, язык программирования BASIC имеет множество диалектов.
Стихийное распространение множества несовместимых между собой диалектов языка Forth привело к появлению афоризма «If you’ve seen one Forth… you’ve seen one Forth» («Если вы видели один Forth, то вы видели именно один Forth»).